# Aleksander Winnicki (szambelan)
Aleksander Winnicki – szambelan króla, rotmistrz chorągwi 5. Brygady Kawalerii Narodowej w 1790 roku.
W 1791 roku został kawalerem Orderu Świętego Stanisława.